# ریچارد کسول
ریچارد کسول (Richard Caswell) (زادهٔ ۳ اوت ۱۷۲۹ – درگذشتهٔ ۱۰ نوامبر ۱۷۸۹)، سیاستمدار و وکیل آمریکایی بود که از ۱۷۷۶ تا ۱۷۸۰ و از ۱۷۸۵ تا ۱۷۸۷ به عنوان نخستین و پنجمین فرماندار ایالت کارولینای شمالی خدمت کرد. وی همچنین به عنوان یکی از افسران شبه‌نظامی در جبهه جنوبی جنگ انقلاب آمریکا خدمت نمود. وی از امضاءکنندگان اساسنامه قاره‌ای بود و از اینرو یکی از پدران بنیان‌گذار ایالات متحده محسوب می‌گردد.

## اوایل زندگی
کسول در ۳ اوت ۱۷۲۹ در شهرستان هارفورد (بالتیمور امروزی)، مریلند زاده شد؛ او یکی از یازده فرزند ریچارد و کریستیان (نام تولد: دالام) کسول بود. خانواده کسول در ۱۷۴۵ میلادی به نیو برن، کارولینای شمالی نقل مکان نمودند. او در ۱۷۵۰ میلادی به سمت معاون نقشه‌بردار این استان گماشته شد. زمانی که کسول عضو مجلس قانون‌گذاری کارولینای شمالی بود، سمتی که وی برای ۱۷ سال در آن خدمت کرد، او لایحهٔ را معرفی کرد که بر اساس آن «شهرک کینگستون» تأسیس شد (این شهر در نتیجه جنگ انقلاب آمریکا به شهر «کینستن» تغییر نام داده شد). وی یک وکیل، زارع، سفته‌باز زمین، دباغ و استاد اعظم (گرند مستر) موفق در کارولینای شمالی بود.

## خدمت نظامی
کسول، در جریان جنبش تنظیم‌کنندگان، با تنظیم‌کنندگان در الامانس جنگید (۱۷۷۱ میلاد) و تصور می‌شود که در این جنگ وی جناح راست نیروهای فرماندار تریون را فرماندهی می‌کرد.

### جنگ انقلاب آمریکا
کسول در کنگره‌های قاره‌ای ۱۷۷۴ و ۱۷۷۵ میلادی از کارولینای شمالی نمایندگی کرد. زمانی که شبه‌نظامیان ناحیه نیو برن در ۴ مه ۱۷۷۶ تأسیس شد، کسول برای فرماندهی داوطلبان جنگی (minuteman) این منطقه انتصاب یافت. در همین سمت خود، او نیروهای کنگره استانی را در نبرد مورز کریک بریج (۱۷۷۶ میلادی) رهبری کرد. مدت کوتاهی پس از آن، کنگره استانی گردان‌های داوطلبان را منحل نموده و آنها را عضو شبه‌نظامی ساخت. در ۱۷۸۰ میلادی، وی به عنوان سرلشکر شبه‌نظامیان و نیروهای ایالتی گماشته شد. در نبرد کامدن کورت هاوس در ۱۷۸۰ میلادی، پس از اینکه شبه‌نظامیان ویرجینیا از هم پاشیده و دچار وحشت شدند، نیروهای وی فرار نمود و او را در معرض حمله بدون دفاع گذاشتند، چیزی که باعث شد تا نیروهای قاره‌ای که در عقب وی بودند با شکست مواجه شوند.
پس از شکست در کامدن کورت هاوس، کسول با یک بیماری ناشناخته به خانه بازگشت. در همین جریان، مجلس عمومی کارولینای شمالی ویلیام اسمالوود از مریلند را به فرماندهی شبه‌نظامیان کارولینای شمالی گماشتند، بدون اینکه او را در جریان قرار دهند، از اینرو وی در ۲۱ اکتبر ۱۷۸۰ از سمت خود استعفا داد. زمانی که اسمالوود در ژانویه ۱۷۸۱ به مریلند بازگشت، مجلس عمومی بار دیگر کسول را به عنوان سرلشکر شبه‌نظامیان گماشتند و این بار وی تا پایان جنگ انقلاب آمریکا در این سمت خود باقی ماند.

### تاریخ‌های ترفیع
- سرهنگ شبه‌نظامیان (۱۷۷۵)
- سرتیپ شبه‌نظامیان (۱۷۷۶)
- سرلشکر شبه‌نظامیان (۱۷۸۰)‏[۷]

## فرماندار (۱۷۷۶ – ۱۷۸۰)
کسول رئیس آن دوره از کنگره استانی کارولینای شمالی بود که قانون اساسی کارولینای شمالی را در ۱۷۷۶ میلادی نوشت. با تعطیل شدن کنگره، این کنگره وی را به عنان سرپرست فرماندار انتخاب کرد. وی به تاریخ ۱۶ ژانویه ۱۷۷۷ به عنوان فرماندار سوگند وفاداری یاد کرد. مجلس قانون‌گذاری ایالتی («مجلس عمومی»)، تحت قانون اساسی جدید، وی را در آوریل ۱۷۷۷ دوباره به عنوان نخستین فرماندار این ایالت انتخاب کردند. کسول در ۱۷۸۰ میلادی از سمت خود کنار رفت، چون بر اساس قانون اساسی ایالت یک شخص می‌توانست تنها برای سه دوره یک-ساله شبه‌نظامیان را فرماندهی کند.

## حرفه در اواخر زندگی
کسول زمانی که عضو مجلس سنای کارولینای شمالی بود، در فاصله میان دو دوره فرمانداری خود به عنوان سر حسابدار کارولینای شمالی خدمت کرد. کسول همچنین به عنوان یکی از نمایندگان کارولینای شمالی برای کنوانسیون ۱۷۸۷ قانون اساسی ایالات متحده انتخاب شد، اما وی در این کنوانسیون اشتراک نکرد. کسول در زمان مرگ خود در ۱۷۸۹ میلادی، یک بار دیگر به مجلس عمومی کارولینای شمالی برگشت و این بار به عنوان رئیس مجلس سنا خدمت کرد.

## زندگی شخصی
کسول با مری مکیلوین، دختر جیمز و الینور مکیلوین، ازدواج کرد. آنها سه فرزند داشتند، از جمله یک دختر که پس از تولد در ۱۷۵۳ میلادی وفات کرد، ویلیام کسول متولد ۱۷۵۴ و یک دختر دیگر که در ۱۷۵۷ میلادی در دوران نوزادی وفات نمود. مری کسول بر اثر اختلاط زایمان درگذشت. خانواده وی در خانه روستایی خود به‌نام رید هاوس زندگی می‌کردند، جای که پارک یادبود ریچارد کسول در کینستن، کارولینای مشالی در آن واقع شده‌است.
پس از مرگ مری، کسول در ۲۰ ژوئن ۱۷۵۸ با سارا هریتج (۱۷۴۰ – ۱۷۹۴ میلادی) ازدواج کرد. سارا دختر ویلیام هریتج و سوسانا مور بود. آنها هشت فرزند داشتند: ریچارد کسول متولد ۱۷۵۹، سارا کسول متولد ۱۷۶۲، وینستون کسول متولد ۱۷۶۴، آنا کسول متولد ۱۷۶۶، دالام کسول متولد ۱۷۶۹، جان کسول متولد ۱۷۷۲، سوسانا کسول متولد ۱۷۷۵ و کریستیان کسول متولد ۱۷۷۹.
پسر کسول، ریچارد سرهنگِ، هنگ دابز و نایب سرهنگ هنگ دوم کارولینای شمالی در جریان جنگ انقلاب آمریکا بود. او در ۱۷۸۴ میلادی در دریا ناپدید شد. ویلیام، پسر وی از ازدواج اولش، نیز سرهنگ هنگ دابز و سرتیپ و فرمانده ناحیه نیو برن در جریان جنگ بود.

## مرگ و میراث
کسول به تاریخ ۱۰ نوامبر ۱۷۸۹ در فایتویل، کارولینای شمالی وفات کرد. طبق رسم خانوادگی، جسد وی به کینستن آورده شد تا در گورستان خانوادگی کسول، در نزدیکی جای که امروزه محل یادبود و موزه قرار دارد، به خاک سپرده شود.
از جمله دست‌آوردهای بی‌شمار کسول، یکی این بود که وی پیشنهاد نمود تا از وجوه بازپرداختی که برای خدمت به تاج و تخت بریتانیا در جریان جنگ فرانسه و هندی‌ها به‌دست آمده‌است برای ساختن یک مدرسه رایگان در هر شهرستان استفاده گردد. «خطابه وی به مجلس عمومی» در این رابطه در ۱۷۶۰ میلادی، برای سال‌های متمادی از سوی سایر سیاستمداران برای طرفداری از آموزش و پرورش عامه مورد استفاده قرار می‌گرد، وی همچنین طرح نخستین قانون اساسی کارولینای شمالی را در ۱۷۷۶ میلادی نوشت. شهرستان کسول، کارولینای شمالی و قلعه کسول پس از وی نام‌گذاری شده‌اند. محل یادبود و موزه ریچارد کسول در کینستن، در نزدیکی مکانی که ممکن است او به خاک سپرده شده باشد، تأسیس شده‌است.